# Rooster Rag
Rooster Rag è il sedicesimo album in studio del gruppo musicale statunitense Little Feat, pubblicato nel 2012. 

## Tracce
1. Candy Man Blues – 3:04
2. Rooster Rag – 4:35
3. Church Falling Down – 5:21
4. Salome – 6:31
5. One Breath at a Time – 5:16
6. Just a Fever – 4:23
7. Rag Top Down – 5:25
8. Way Down Under – 4:05
9. Jamaica Will Break Your Heart – 4:24
10. Tattooed Girl – 4:53
11. The Blues Keep Coming – 5:50
12. Mellow Down Easy – 4:08

## Formazione
- Paul Barrere – chitarra, slide guitar, voce
- Sam Clayton – congas, voce
- Gabe Ford – batteria, voce
- Kenny Gradney – basso
- Bill Payne – tastiera, voce
- Fred Tackett – chitarra, voce, mandolino